# Lista de senhores de Lobios
Esta é a lista de senhores de Lobios.
- D. Pedro Pais de Ambia, senhor de Lobios (c. 1230 -?),
- Álvaro Rodriguez Daza, Senhor de Lobios (c. 1280 -?),
- Paio Rodrigues de Araújo, senhor de Lobios (c. 1300 -?),
- Fernão Velho de Araújo, senhor do couto de Sinde, senhor de Araújo, Lóbios, Ojos, Gendive e Forno[1] (c. 1450 -?),
- Carlos de Araújo e Vasconcelos[1]
- Gabriel de Araújo e Vasconcelos

Em 1783, D. Isabel Rita de Abreu Cirne de Castro, filha de Francisco de Abreu Pereira Cirne Peixoto, senhor do Paço de Lanheses, era já viúva de Manuel José de Araújo e Vasconcelos, da Casa de Lobios, na Galiza, moradores em Braga. Eles tinham casado em 1761 e ele era filho de D. Catarina Josefa de Rego e Castro e de Gabriel de Araújo e Vasconcelos, senhor da casa de Sinde (em Covelas, no concelho de Póvoa de Lanhoso), capitão-mor de Lanhoso e cavaleiro da Ordem de Cristo.